# ورزشگاه ملی می دین
ورزشگاه ملی می دین (ویتنامی: Sân vận động Quốc gia Mỹ Đình) یک ورزشگاه فوتبال در شهر هانوی، ویتنام است.
این ورزشگاه که در سال ۲۰۰۳ تاسیس شده دارای ۴۰٬۱۹۲ نفر ظرفیت می‌باشد و میزبان جام ملت‌های آسیا ۲۰۰۷ بوده است.